# Râul Nucet, Ialomița
Râul Nucet este un curs de apă, afluent al râului Ialomița. 

## Hărți
- Munții Bucegi  Arhivat în 28 mai 2008, la Wayback Machine.
- Harta Munții Bucegi
- Harta Munții Bucegi
- Harta județului Prahova
- Harta Munților Leaota  Arhivat în 9 iunie 2008, la Wayback Machine.